# 川陕花椒
川陕花椒（学名：Zanthoxylum piasezkii）为芸香科花椒属下的一个种。

## 扩展阅读
- 維基物種上的相關：川陕花椒